# FAMAS
FAMAS (фр. Fusil d'Assaut de la Manufacture d'Armes de Saint-Étienne — штурмова гвинтівка розробки збройового підприємства MAS у Сент-Етьєні) — французька автоматична гвинтівка калібру 5,56 мм, що має компонування «буллпап». Неофіційна назва — «Клеро́н» (фр. Clairon — «горн»).

## Історія
Розробка нової зброї під малоімпульсний патрон почалася у Франції в 1967 році конструкторами Полем Тельє і Аленом Кубе, а в серпні 1970 року вибір був зроблений на користь патрона 5,56×45 мм М193. Зброя створювалося з розрахунком на одночасну заміну 9-мм пістолета-кулемета MAT-49 і 7,5-мм самозарядної гвинтівки MAS 49/56 (а, почасти, і ручних кулеметів MAC Mle.1929), для чого потрібно було втілити такі характеристики: середня дальність стрільби ~ 300 м, можливість стрільби гвинтівковими гранатами, зручність стрільби з обох рук.
У 1971 році фірма MAS виготовила перші десять зразків гвинтівки (під позначкою А1) для випробувань, а в 1973 році на виставці в Саторі була представлена друга модель (А2), яка здивувала фахівців невеликими для цього класу зброї розмірами (приблизно на 200 мм коротше більшості автоматичних гвинтівок того часу), досягнутими завдяки компонуванню буллпап. В 1973—1976 роках ця штурмова гвинтівка проходила випробування, в результаті яких варіант А5 був визнаний придатним для використання у військах. 8 серпня 1977 варіант А6 з вдосконаленою конструкцією деяких механізмів був прийнятий на озброєння французької армії під позначенням FAMAS F1 (неофіційне наймення — le Clairon — «горн»), ставши однією з перших штатних гвинтівок з компонуванням «булл-пап».
За шість років французькі збройні сили закупили близько 300 тисяч гвинтівок F1, переозброїли ними практично всі підрозділи. На початку 1980-х років на базі F1 розроблені модифікації Commando, Export і Civil. На початку 90-х років GIAT Industries представив оновлений варіант G1, а в 1994 році — G2, що надійшов у 1995 році на озброєння морської піхоти, а потім і в інші підрозділи Збройних сил Франції.
У вересні 2016 року головне управління з озброєння (фр. Direction Générale de l’Armement) ухвалило рішення замінити гвинтівки FAMAS на гвинтівку AIF (фр. Arme Individuelle Future) — створену на основі модифікації HK416A5 гвинтівки HK416 німецької фірми Heckler & Koch.

## Варіанти

Зовнішні відмінності варіантів F1 і G2

- FAMAS Commando — варіант з укороченим до 405 мм стволом без можливості стрільби гвинтівковими гранатами, призначений для підрозділів спеціального призначення.
- FAMAS Export — самозарядний варіант, призначений для комерційних продажів у різні країни.
- FAMAS Civil — самозарядний варіант під патрон .222 Remington, призначений для комерційного продажу на внутрішньому французькому ринку.
- FAMAS G1 — оновлений варіант зі збільшеною спусковою скобою і зручнішою цівкою.
- FAMAS G2 — спрощений і здешевлений варіант. Крок трьох правобічних нарізів каналу ствола зменшений з 305 мм до 228 мм, завдяки чому можливе використання як патронів М193, так і SS109. Також новий автомат використовує стандартні 30-зарядні коробчасті магазини НАТО.
  - FAMAS G2 Commando — варіант з укороченим до 450 мм стволом, призначений для підрозділів спеціального призначення.
  - FAMAS G2 SMG — варіант G2 з ще більш коротким стволом і цівкою.
  - FAMAS G2 Sniper — снайперський варіант G2 з подовженим до 650 мм стволом і заміною стандартного руків'я для перенесення планкою Пікатінні, на яку кріпиться оптичний приціл.

## Переваги і недоліки
Переваги FAMAS:
- Компактність;
- Висока купчастість бою;
- Можливість досить швидкої модифікації автомата для стрільби як з правого, так і з лівого плеча;
- Широкий спектр використання гвинтівкових (рушничних) гранат.

Недоліки:
- Високо розташовані прицільні пристосування, які збільшують профіль стрільця;
- Утруднена, через компонування булл-пап, заміна магазина, що зменшує бойову скорострільність.

## Оператори
- Франція
- Ліван
- Габон
- ОАЕ
- Індонезія
- Україна — FAMAS Felin на озброєнні 54-го окремого розвідувального батальйону[4].